# Biblioteca comunale Aurelio Saffi
La Biblioteca comunale Aurelio Saffi è una biblioteca pubblica di Forlì, che possiede attualmente circa mezzo milione di volumi. Conserva inoltre 2.000 manoscritti e corali provenienti dall'abbazia di San Mercuriale e dal convento di San Domenico. Dispone anche di una sezione stampe e disegni, nonché un archivio fotografico e di periodici.

## Storia
La Biblioteca ebbe origine dai libri originariamente lasciati dal Conte Marcantonio Albicini al Seminario: rifiutati da questo, il Pontefice Clemente XIII li donò al Comune.
Alla soppressione degli ordini religiosi nel 1803, a questi libri ne vennero aggiunti altri, provenienti dalle biblioteche dei diversi Conventi; l'aumento, dovuto anche ad acquisti e donazioni, rendeva sempre più impellente un'ordinata collocazione dei volumi: vi provvide il padre Cesare Majoli, celebre come naturalista. Nell'ufficio di Bibliotecario gli succedettero il dott. Pierpaolo Pasquali, l'avv. Ulisse Pantoli, Don Domenico Brunelli, il conte Filippo Guarini.
La prima sede prestigiosa della biblioteca fu il Palazzo dei Signori della Missione, dal 1836. Nel 1922 fu trasferita nel Palazzo del Merenda, già ospedale.

## Sezioni
Si articola nelle seguenti sezioni:
- Fondi Antichi, Manoscritti e Fondo Piancastelli. Comprende[1]: la Collezione Dall'Aste Brandolini di stampe e disegni (n.27 album), l'archivio e fondo Antonio Santarelli, l'archivio della famiglia e dell'Asilo Santarelli, l'archivio fotografico comunale, il fondo Raniero Paulucci, il fondo Maria Teresa Fuzzi, il fondo Antonio Beltramelli, il fondo Walter Ronchi (contiene il dattiloscritto della prima commedia scritta da Italo Calvino)[2] e il fondo Diego Fabbri;
- Sezione Moderna Multimediale;
- Sezione Ragazzi;
- Emeroteca.

## Opere
- Offiziolo dei Mesi